# Something Kinda Ooooh
Something Kinda Ooooh este al treisprezecelea single lansat de grupul britanic Girls Aloud și este primul lansat de pe albumul de compilații The Sound Of Girls Aloud. Single-ul a fost lasat pe 23 octombrie 2006.

## Lansare și Percepție
Something Kinda Ooooh a avut premiera la The Chris Moyles Show pe BBC Radio 1, pe data de 12 septembrie 2006. 
Pe data de 4 octombrie, "Something Kinda Ooooh" a devenit primul single de la Sound of the Underground care să intre pe lisa A a Radio 1.
O înregistare live a fost inclusă ca B Side pentru piesa Sexy! No No No... fapt care a ajutat single-ul să revină in clasamentul iTunes Top 100, ajungând până pe locul #62. Piesa este considerată a fi una dintre piesele de semnătură a grupului, pe lângă Sound of the Underground, Love Machine și Biology.

## Videoclipul
Videoclipul pentru "Something Kinda Ooooh" a fost filmat chiar în ziua premierei sale, pe 21 septembrie 2006. Premiera a avut loc pe canalul The Box. Acesta a urmat pașii celorlalte videoclipuri Girls Aloud, devenind o cerere populară și petrecând un număr mare de săptămâni în top 5.
Videoclipul le prezină pe fete "conducând", niște mașini sport în fața unui ecran verde, arătând străzile Londrei.
Într-un interviu pentru postul muzical MTV Hits, componenta Cheryl Cole a recunoscut faptul că Something Kinda Ooooh nu este cel mai bun videoclip al lor. Compnentele grupului au spus la unison că videoclipul nu a fost nici pe departe la ce se așteptau.

## Track listing-uri și formate
| #                               | Titlu                                               | Durată |
| ------------------------------- | --------------------------------------------------- | ------ |
| CD1: Fascination / 1709880 (UK) |                                                     |        |
| 1.                              | "Something Kinda Ooooh"                             | 3:13   |
| 2.                              | "The Crazy Life"                                    | 3:19   |
| CD2: Fascination / 1709889 (UK) |                                                     |        |
| 1.                              | "Something Kinda Ooooh"                             | 3:13   |
| 2.                              | "Something Kinda Ooooh" [Tony Lamezma Remix]        | 5:44   |
| 3.                              | "Models" [Theme from 'Off The Record'] [Radio Edit] | 3:27   |
| 4.                              | "The Sound of Girls Aloud Album Megamix"            | 6:24   |
| 5.                              | "Something Kinda Ooooh" [Video]                     | 3:13   |
| 6.                              | "Something Kinda Ooooh" [Karaoke Video]             | 3:13   |

## Versiuni și alte apariții
"Something Kinda Ooooh"
| Versiunea                                | Apariția                                                                                 |
| ---------------------------------------- | ---------------------------------------------------------------------------------------- |
| Album Version                            | "Something Kinda Ooooh" single, The Sound of Girls Aloud, Run, Fat Boy, Run [Soundtrack] |
| Tony Lamezma Remix                       | "Something Kinda Ooooh" single                                                           |
| Video                                    | "Something Kinda Ooooh" single, Style [DVD]                                              |
| Live at Bournemouth International Centre | "Sexy! No No No..." single                                                               |
| Tube City Remix                          | Mixed Up                                                                                 |

"Models"
| Version       | Release appearance             |
| ------------- | ------------------------------ |
| Album Version | Chemistry                      |
| Radio Edit    | "Something Kinda Ooooh" single |

## Prezența în Clasamete
Pe data de 16 octombrie 2006, single-ul a fost lansat în format digital. Datorită popularității sale a reușit să ajungă pe prima poziție a clasamentului iTunes, devenind astfel cel de-al doilea no.1 în acel clasament, celălalt single care a reușit să ajungă pe locul 1 în topul iTunes a fost Biology. Înainte cu o săptămână de lansarea oficială single-ul a intat în clasamentul UK Singles Chart direct pe locul #5, datorită descărcărilor digitale, devenind prima astfel de intare reușită de un act britanic. După lansarea oficială single-ul a ajuns pe #3, cu vânzări de peste 42,000 de copii. Single-ul a rezistat cinci săptămâni în top 10, în Regatul Unit. În Irlanda single-ul le-a readus pe fete în top 10, pe locul #7. 